# Million Dollar Kid
Série East Side Kids
Mr. Muggs Steps Out
(1943) Follow the Leader
(1944)
Pour plus de détails, voir Fiche technique et Distribution.
Million Dollar Kid est un film américain en noir et blanc réalisé par Wallace Fox, sorti en 1944.
C'est le seizième des vingt-deux films que compte la série des East Side Kids (en).

## Synopsis
Un gang d'adolescents sauve un millionnaire d'une attaque à main armée. Cependant, ils soupçonnent le propre fils du millionnaire de faire partie des agresseurs. Le millionnaire ayant perdu son fils aîné à la guerre, il ne lui reste plus que son plus jeune fils ; le gang va essayer de lui faire retrouver le droit chemin.

## Fiche technique
- Réalisation : Wallace Fox
- Scénario : Frank H. Young
- Musique : Edward J. Kay (directeur)
- Image : Marcel Le Picard
- Montage : Carl Pierson
- Producteurs : Sam Katzman, Jack Dietz, Barney Sarecky (producteur associé)
- Société de production : Banner Productions
- Société de distribution : Monogram Pictures
- Pays de production :  États-Unis
- Langue originale : anglais américain
- Format : noir et blanc — 35 mm — 1,37:1 — son : mono (RCA Sound System)
- Genre : comédie
- Durée : 65 minutes
- Date de sortie : 28 février 1944

## Distribution

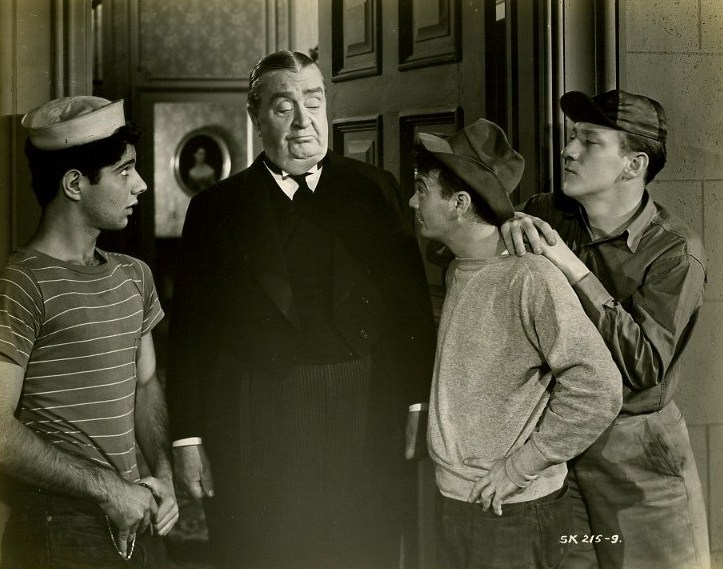
Gabriel Dell, Robert Greig, Leo Gorcey, et Huntz Hall.

### The East Side Kids
- Leo Gorcey : Muggs McGinnis
- Huntz Hall : Glimpy McClosky
- Billy Benedict : Skinny
- Al Stone : Herbie, Glimpy's cousin
- David Durand : Danny
- Jimmy Strand : Pinkie
- Buddy Gorman : Stinkie
- Bobby Stone : Rocky

### Autres acteurs
- Gabriel Dell : Lefty
- Louise Currie (en) : Louise Cortland
- Noah Beery : capitaine Mathews
- Iris Adrian : Mazie Dunbar
- Herbert Heyes : John H. Cortland
- Robert Greig : Spevin, le valet de Cortland
- Johnny Duncan : Roy Cortland
- Stanley Brown : lieutenant Andre Dupree
- Patsy Moran : Mme McClosky
- Mary Gordon : Mme McGinnis
- Pat Costello : Spike
- Bernard Gorcey
- Merrill McCormick
- Pat McKee : Fink